# Маршен
Маршен (на френски: Marchin) е селище в Югоизточна Белгия, окръг Юи на провинция Лиеж. Населението му е около 5100 души (2006).